# Jean-Pierre April
Pour les articles homonymes, voir April.
 (juillet 2025).
Si vous disposez d'ouvrages ou d'articles de référence ou si vous connaissez des sites web de qualité traitant du thème abordé ici, merci de compléter l'article en donnant les références utiles à sa vérifiabilité et en les liant à la section « Notes et références ».
Jean-Pierre April, né le 16 juillet 1948 à Rivière-du-Loup au Québec, est un romancier, un nouvelliste, un essayiste et un critique littéraire québécois.
Il est l'un des principaux auteurs de science-fiction au Québec. Il a d'abord écrit de la Speculative-Fiction et de l'anticipation sociale, mais depuis 2006 il s'inscrit également dans la littérature générale.

## Biographie
Il a fait des études à l'Université Laval où il obtient une licence ès lettres en 1971. 
Il devient ensuite professeur de français et de littérature au Cégep de Victoriaville.  

## Œuvres
Liste non exhaustive

### Romans
- Le Nord électrique, Le Préambule, 1986
- Berlin-Bangkok, Logiques-Fictions, 1989 ; réédition, J’ai lu, coll. « Science-fiction » no 3419, 1993  (ISBN 2-277-23419-2)
- Les Voyages thanatologiques de Yan Malter, Québec/Amérique, 1995
- Les Ensauvagés, XYZ Éditeur, 2006.
- Mon père a tué la Terre, roman-nouvelles, XYZ Éditeur, 2008
- Ici Julie Joyal, XYZ Éditeur, 2009
- La Danse de la fille sans jambes, XYZ Éditeur, 2009
- L'herbe est meilleure à Lemieux, XYZ Éditeur, 2010 (court roman)
- Quand j'étais, Éditions Trois-Pistoles, 2016

### Recueils de nouvelles
- La Machine à explorer la fiction, Le Préambule, 1980
- Télétotalité, Hurtubise HMH, 1984
- N’ajustez pas vos hallucinettes, Québec/Amérique, 1991
- Chocs baroques, (Préface de Michel Lord), BQ (Bibliothèque québécoise), 1991
- Histoires humanimales, XYZ Éditeur, 2011
- Méchantes menteries et vérités vraies, Éditions du Septentrion, 2015
- Histoires centricoises, Éditions Hamac, 2017

### Essai
- Travailleur du texte, Éditions du Septentrion, 2014

### Participation à des anthologies et à des collectifs de nouvelles
- Chronostop dans Espaces imaginaires 1, (anthologie de science-fiction francophone de Jean-Marc Gouanvic et Stéphanie Nicot), Les Imaginoïdes, Montréal, mai 1983.
- L'Avaleuse d'oiseaux dans Dix contes et nouvelles fantastiques, (anthologie d'André Carpentier), Quinze éditeur, oct.1983.
- Le Fantôme du Forum dans Les  Années-lumière, (Anthologie de science-fiction québécoise de Jean-Marc Gouanvic), VLB éditeur, nov.1983.
- Canadian Dream dans Futurs intérieurs, (anthologie de Stéphanie Nicot, 12 récits d'auteurs francophones de science-fiction et de fantastique), Fiction Spécial 34, Nouvelles Éditions Opta, France, août 1984.
- La Machine à explorer la fiction dans Univers 85  (anthologie de SF de Joëlle Wintrebert), J'ai lu, France, mars 85.
- Coma-123, automatexte dans Dix nouvelles de science-fiction québécoise, (Anthologie d'André Carpentier), Quinze éditeur, octobre 1985.
- Impressions de Thaï Deng dans Espaces imaginaires 3, (Anthologie de science-fiction francophone de Jean-Marc Gouanvic et Stéphanie Nicot), Les Imaginoïdes, déc.1985.
- La Survie en rose dans Chroniques d'amour monstre (anthologie), Andromède, France, 1985.
- Il pleut des astronefs dans Univers 86 (Anthologie de SF de Pierre K. Rey), J'ai lu, France, mai 1986.
- Mort et télévie de Jacob Miro dans Des nouvelles du Québec (anthologie), Valmont éditeur, Montréal, juin 86.
- Le Miracle de Noël dans Nouvelles nouvelles (fictions du Québec contemporain), anthologie de Michel A. Parmentier et Jacqueline R. d'Amboise, Harcourt Brace Jovanich, Ontario, mars 1987.
- La Survie en rose dans Secrets, anthologie, livre-cassette, (nouvelles lues par Catherine Bégin), La littérature de l'oreille, Montréal, août 1987.
- Coma B2,  biofiction dans Univers 88 (Anthologie de SF de Pierre K. Rey), J'ai lu, France, 1988.
- Impressions de Thaï Deng dans SF • Dix années de science-fiction québécoise, (anthologie de SF de Jean-Marc Gouanvic) coll. «Autres mers, autres mondes», Logiques Fictions, Montréal, 1988.
- Mort et télévie de Jacob Miro dans Anthologie de science-fiction québécoise (Anthologie de Michel Lord), coll. BQ, Fides, Montréal, 1988.
- L'avaleuse d'oiseaux, Angel et Mémère Thibodeau monte au ciel dans Archipel coll. Littérature, Le Griffon d'argile, 1988.
- Mort et télévie de Jacob Miro dans Les enfants d'Énéïdes, [anthologie], coll. Chimère no 5, éd. Phénix, Belgique, déc.1989.
- Gli Orfani di Hoï Tri  (Les Orphelins de Hoï Tri : traduction italienne de Daniele Brolli) dans  Futuro Europa, no 6, Bologna, Italie, mars 1990.
- Impressionni di Thaï Deng (Impressions de Thaï Deng : traduction italienne de Claudio Del Maso) dans Futuro Europa no 8,  Bologna, Italie, mai 91.
- Un amour féroce dans Partir ou rester, (Livre-cassette; nouvelles lues par Nathalie Gascon et Robert Gravel), La littérature de l'oreille, Montréal, déc. 92
- Un crime contre l'humanimalité, Le Vol de la ville, Le Fantôme du Forum dans Paroles de l'Est  (Anthologie de la littérature de l'Est du Québec), David Lonergan, Éditeq, Rimouski, 1993.
- La Survie en rose dans Visa pour le réel, coll. Soupçon (nouvelles lues par France Castel, Guy Nadon, Catherine Bégin - musiques : Louise Auclair & Daniel Racine - réalisation: Johanne Carbonneau), La littérature de l'oreille, Montréal, 1993.
- Mémère Thibodeau monte au ciel dans Escales sur Solaris, (anthologie de science-fiction et de fantastique) Joël Champetier & Yves Meynard, Éditions Vents d'Ouest, Hull, 1995.
- Rêve canadien, (Canadian Dream, traduction anglaise de Howard Scott) dans Tesseracts Q, anthologie de Jane Brierley et Élisabeth Vonarburg, Edmonton, Tesseract Book, 1996.
- Rêve canadien, (Canadian Dream, traduction anglaise de Howard Scott) dans Northern Suns, anthologie de Glenn Grant et David G. Hartwell, New York, Tor Books, 1999.

- (Au moins une centaine de nouvelles, articles, critiques, reportages ou brefs essais sur la SF québécoise sont parus dans plusieurs revues, collectifs ou anthologies au Québec, en France, en Belgique, en Suisse, en Italie, en Roumanie, au Canada ou aux USA.)

### Quelques articles, analyses, critiques ou brefs essais
- Perspectives de la science-fiction québécoise, imagine... 2,Montréal, déc.79-fév.80, La Machine à explorer la fiction, Le Préambule 1980.
- L'Apparition de la SF au Québec, Bientôt la marée! (anthologie de SF de Roland C. Wagner), France, mars 82; Protée, vol. 10, no 2, UQAC, Chicoutimi, été 82.
- Spécificité nationale de la science-fiction, Protée vol. 10, no2, UQAC, Chicoutimi, été 82.
- La science-fiction québécoise: rétrospective et prospective, Clair d'ozone no 4 (Spécial Québec), France, fév. 83; Écriture française dans le monde, nos15-16, vol.6, nos 1-2,1984; Ed. Naaman, Sherbrooke, juillet 85.
- La Science-fiction québécoise, de l'universel au particulier, Les œuvres de création et le français au Québec, (actes du congrès «Langue et société au Québec»), textes colligés par Irène Belleau et Gilles Dorion, Tome III, Éditeur officiel du Québec, 1984.
- «Les nouvellistes réfléchissent sur la nouvelle », (en collaboration), [dossier sur la nouvelle préparé par Aurélien Boivin], Québec français no 66, mai 87.
- Post-SF : Du postmodernisme dans la science-fiction québécoise des années 1980, Imagine... no 61, sept. 92; Nous les Martiens no 22, France, sept. 92.
- Sport-Fiction : le hockey et la science-fiction québécoise, Sports et société au Québec, itinéraires de recherches, sous la direction de Jean-Pierre Augustin et Claude Sorbetrs, Maison des Sciences de l'Homme d'Aquitaine, 1995.

## Honneurs
- 1980 - Prix Boréal pour Jackie, je vous aime
- 1981 - Prix Boréal pour La machine à explorer la fiction
- 1981 - Prix Boréal pour Télétotalité
- 1985 - Prix Septième Continent pour La Survie en rose
- 1989 - Prix littéraire de la Société Saint-Jean-Baptiste pour Dans la forêt de mes enfances
- 1997 - Prix Arthur-Buies pour l'ensemble de l'œuvre
- 2009 - Prix Adagio pour l'ensemble de l'œuvre